# Symfonie nr. 2 (Bazelon)
Short symphony (Testament to a big city) is een compositie van Irwin Bazelon. De symfonie is officieel ongenummerd, maar in de reeks van 10 symfonieën die Bazelon op papier zette ontbreekt een Symfonie nr. 2, vandaar dat de Short symphony wel aangeduid wordt als nummer 2.
De opdracht voor het werk kwam in wezen van Bazelon zelf. Hij had wat geld verdiend aan de paardenraces op Aqueduct Racetrack en kon zo een opname financieren van door hem geschreven balletmuziek. Uitvoerenden waren leden van het New York Philharmonic. De tape viel bij diverse instanties in goede aarde en Bazelon mocht zijn tweede symfonie componeren. Daarin werd verwezen naar de plek waar het begon, New York (Big city), alwaar de drafbaan is gelegen. Ook andere werken van Bazelon refereren aan de paardenraces, Churchill Downs, Sunday Silence (naam van paard dient voor werk voor piano) en symfonie nr. 9 (orkestversie van Sunday Silence) voeren terug op zijn hobby. Het werk betekende zijn grote doorbraak.
De symfonie bestaat uit drie delen, die eenvoudig deel 1, deel 2 en deel 3 (movement 1, 2, 3) genoemd zijn. De drie delen hebben wel een karakteraanduiding: 1: Fast, lively; 2: Slow, plaintively en 3: Fast, driving. De symfonie klinkt robuust en energievol. De eerste uitvoering van het werk vond plaats op 4 december 1962 door het National Symphony Orchestra te Washington, dirigent was de componist; plaats van handeling van de DAR Constitution Hall. Het programma van 4, 5 en 6 (in Lisner Auditorium) december luidde:
- Irwin Bazelon: Short Symphony gedirigeerd door de componist
- Niccolò Paganini: Vioolconcert nr. 1 door Ruggiero Ricci (solist) onder leiding van Howard Mitchell
- Solo-optreden van Ricci
- Pjotr Iljitsj Tsjaikovski: Symfonie nr. 6 onder leiding van Mitchell.

## Orkestratie
- 2 dwarsfluiten waarvan 1 ook piccolo, 2 hobo's, 2 klarinetten waarvan de een ook esklarinet en de ander basklarinet, 2 fagotten
- 2 hoorns, 3 trompetten, 2 trombones, 1 tuba
- pauken, 4 man/vrouw percussie (waaronder glockenspiel, gong, vibrafoon, xylofoon, tom-toms, bongo's, timbales, koebel, bekkens, triangel, maraca's, templeblocks, woodblocks, grote trom, snaardrum), piano, celesta
- violen, altviolen, celli, contrabassen

## Discografie
- Uitgave Albany Records, Harold Farberman leidde het Rousse Philharmonisch Orkest.